# ジョルジオ・アスカネッリ
ジョルジオ・アスカネッリ（Giorgio Ascanelli 、1959年2月23日 -）は、イタリア出身のモータースポーツ技術者。F1チームフェラーリ、マクラーレンでチーフエンジニア、スクーデリア・トロ・ロッソの技術責任者（テクニカルディレクター）などを務めた。

## 経歴
1985年からフォーミュラ1（F1）チームスクーデリア・フェラーリの技術者として働きはじめる。1987年にはフィアット・グループのアバルトチームにて、世界ラリー選手権（WRC）のトラック・エンジニアを務める。
1988年にはフェラーリに戻り、エースドライバーのゲルハルト・ベルガー担当エンジニアを務めた。1989年に同チームのチーフエンジニアに昇進。ベルガーは1989年限りでフェラーリを離れる際に、「フェラーリでの3年間で得た最も重要な経験はジョン・バーナードと一緒に仕事が出来たことと、エンジニアのジョルジョ・アスカネッリが非常に優秀で、2人から多くを学べことだ」と語り、アスカネッリを高く評していた。
1990年、フェラーリからベネトンに移籍していたチーフ・デザイナーのジョン・バーナードに引き抜かれ、チーフエンジニアとしてベネトンに加入する。
1992年、マクラーレンに在籍していたベルガーの頼みでマクラーレンに移籍。再びベルガーの担当エンジニアとして働き、1993年はアイルトン・セナのエンジニアを担当した。彼をマクラーレンへと呼び寄せたベルガーは1993年からフェラーリへと復帰した。
1995年に再びフェラーリにチーフエンジニアとして移籍し、三度ベルガーの担当エンジニアを務めた。1998年に同チームの研究開発部門責任者（head of R&D）に任命された。その後、チームが体制を一新しロス・ブラウン主導の体制に移行したことから立場を追われる形になり、2001年はフェラーリエンジン（バッジネームはエイサー）を搭載するプロスト・グランプリへアドバイザーとして派遣された。
2002年から2007年まで、FIA GT選手権に参戦するフィアット・グループのマセラッティで、テクニカルディレクターを務めた。
2007年のマレーシアGPから再度F1に戻り、ベルガーが共同オーナーを務めるスクーデリア・トロ・ロッソのテクニカルディレクターに就任。レッドブル・レーシングのマシンを譲り受ける体制から、2010年よりオリジナルマシンの製造へ移行したチームにおいて、開発部門を指揮した。
2012年シーズン途中に現場を離れ、9月にはトロ・ロッソからの離脱が発表された。その後、ブレーキメーカーのブレンボにチーフ・テクニカルオフィサーとして加入した。